# Pleurosticta koflerae
Pleurosticta koflerae är en lavart som först beskrevs av Clauzade & Poelt, och fick sitt nu gällande namn av Elix & Lumbsch. Pleurosticta koflerae ingår i släktet Pleurosticta och familjen Parmeliaceae.   Inga underarter finns listade i Catalogue of Life.